# Christian Peintner senior

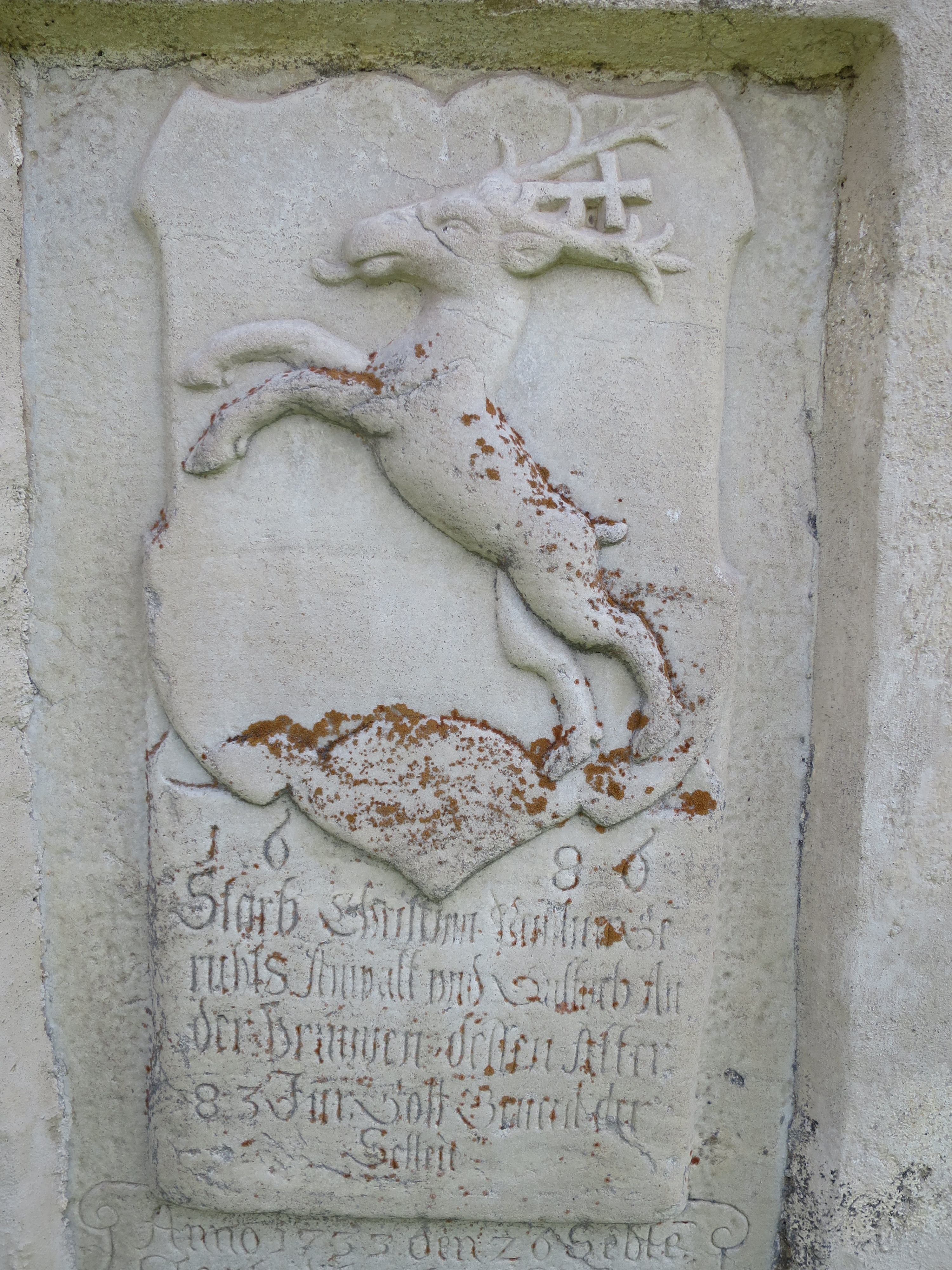
Grabstein für Christian Peintner

Christian Peintner d. Ä. (* um 1603 in Rodeneck; † 1686 in Niedervintl) war ein vermögender Tiroler Gastwirt und Gerichtsanwalt. Er war der Vorfahre mehrerer Rittergeschlechter.

## Leben
Er stammte aus dem alten, weitverzweigten Pustertaler Geschlecht Peintner. Sein Vater war Andreas Peintner, der zusammen mit seinem Bruder Augustin und seinen Vettern Peter und Bartholomäus am 4. November 1609 in Innsbruck von Erzherzog Maximilian von Österreich ein Wappen nebst Kleinod erhielt. Damit verbunden war die Lehenfähigkeit. Das Wappen bezog sich auf den sogenannten „Hirschenhof“, früher „Mändlgut“, in Vill, den sein Vater Andreas Peintner um 1600 erworben hatte.   
Nach dem Tode seines Vaters im März 1628 übernahm er die Wirtschaft in Vill. 1634 kaufte er den sogenannten „Tagenhof“, später „Postgasthof“, in Niedervintl. In den nächsten Jahren expandierte er wirtschaftlich weiter, so erwarb er 1635 die Baurechte des Gutes „Reintal“ am Ahrenberg. Um 1645 war er zudem Besitzer des „Bacherhofes“ am Fröllerberg sowie des „Schenkenweinhofes“ am Ahrenberg. Am 16. Dezember 1642 stiftete er „zu Hilfe und Trost seines verstorbenen Vaters Andre Peintner auf Rodenegg und seiner Verwandtschaft“ eine ewige Jahrtagsmesse jeweils im Monat März. Er überließ der Pfarrkirche von Rodeneck dafür 100 fl. Die entsprechende Urkunde siegelte er selbst. Am 16. Dezember 1646 wird er u. a. als Beisitzer der Kirchpropstraitung bezeichnet.   
1649 überließ er seinem möglicherweise ältesten Sohn Jakob Peintner die Wirtschaft in Vill und übersiedelte selbst nach Niedervintl, wo er als Anwalt und „Gastgeb“ erwähnt wird. In den 1650ern setzte er sich dort für die Errichtung einer Kuratie ein. Er wirkte auch als Baumeister, so stellte er den Grund für den Neubau des Widums in Vill zur Verfügung. Für sein Grab stiftete er 100 fl. für einen Jahrtag mit Placebo sowie eine Almosenstiftung. Sein Grabstein an der alten Pfarrkirche in Niedervintl trägt unter dem Familienwappen folgende Inschrift: „1686 Starb Christian Peintner Gerichts Anwalt und Gastgeb An der Prukhen, dessen Alter 83 Jar. Gott Genad der Stellen.“ Die Grabinschrift seines Sohnes Christian Peintner d. J., der 1707 mit dem Prädikat „von Trojensbach“ geadelt wurde, befindet sich darunter. Einer seiner Enkel war Jakob Peintner d. J., seit 1677 Regierungssekretär in Innsbruck, der mit dem Prädikat „von Peintner“ ebenfalls geadelt wurde.  

## Familie
Christian Peintner vermählte sich in erster Ehe mit Maria Told († 29. November 1644) und in zweiter Ehe am 2. Mai 1646 in Rodeneck mit Barbara Kammerlander geb. Stolz. Es sind folgende Kinder bekannt:
- Jakob (* um 1623; † 1710 in Innichen), Gastwirt in Innichen; 1.⚭ Susanna Tinzl; 2. ⚭ Oktober 1661 Susanna Steirer; 3.⚭ Maria Papprian
- Paul (* 1625 in Rodeneck); ⚭ NN
- Margaretha (* 1627 in Rodeneck)
- Georg (* 1630 in Rodeneck), Gastwirt und Gerichtsanwalt in Vahrn; ⚭ 17. Oktober 1651 in Niedervintl Elisabeth Kerbler
- Bartholomäus (* 1631 in Rodeneck)
- Hans (* 1633 in Rodeneck)
- Katharina (* 1637 in Rodeneck)
- Christian (* 1652 in Niedervintl; † 1733 ebenda), Gastwirt und Gerichtsanwalt in Niedervintl; ⚭ NN